# Werner Lindemann
Werner Lindemann (7. října 1926 – 9. února 1993) byl německý spisovatel a básník. Je otcem Tilla Lindemanna, zpěváka německé industriální metalové kapely Rammstein.

## Život
Werner Lindemann se narodil v rodině zemědělců. Vyrůstal v Alt-Jessnitz Gutsdorf nedaleko Wolfen v Sasku-Anhaltsku. V roce 1941 se ve věku 15 let vyučil farmářem. V letech 1943 až 1945 sloužil v německé armádě. Po skončení druhé světové války studoval v Halle přírodní vědy. V roce 1949 začal učit na odborné škole předměty související se zemědělstvím. V letech 1955 až 1957 studoval na Literárním institutu Johannesa R. Bechera v Lipsku. Tam pracoval jako redaktor studentského časopisu Forum, stal se ředitelem městského kulturního domu a od roku 1959 pracoval jako nezávislý spisovatel. Spoluzaložil Künstlerkolonie Drispeth („Kolonie umělců Drispeth“), kde žil více než 20 let, spolu s Joachimem Seyppelem, Joochenem Laabsem a Gerhardem a Christou Wolf.
Lindemann napsal své první básně krátce po válce. Byly publikovány v knize Stationen z roku 1959, která také obsahovala autobiografickou pasáž. Spisovatel se stal známým v 70. letech díky tvorbě dětských knih, kde prezentoval poetický pohled na události všedního dne. Kromě dětské poezie vydal v 80. letech několik próz, například Aus dem Drispether Bauernhaus („Ze statku v Drispeth“) a Roggenmuhme. Tyto a další knihy byly založeny na zážitcích a vzpomínkách z mládí. Popisuje zde přírodu, rodinný život na venkově a každodenní život za socialistického režimu. Například v knize Mike Oldfield im Schaukelstuhl: Notizen eines Vaters („Mike Oldfield in the Rocking Chair: Notes of a Father“) postavil Lindemann do kontrastu své vzpomínky jakožto vypravěče a zároveň rodiče s názory a ambicemi svého syna; kniha poukazovala na rozdíly v povaze mezi vzdělanými lidmi v různých sociálních systémech, ale ukázala také to, v čem si jsou lidé stejní.
Často přednášel na školách, aby dětem přiblížil poezii. Byl častým návštěvníkem základní školy Grundschule Elisabethwiese v Rostocku. Po jeho smrti škola 7. října 1994 změnila jméno na Werner-Lindemann-Grundschule. Smutečního obřadu po jeho smrti se zúčastnila jeho manželka, novinářka Gitta Lindemannová.
V roce 1985 mu Akademie umění v Berlíně udělila ocenění Alex-Wedding-Preis za zásluhy v oblasti socialistické dětské literatury.